# Zsófialiget megállóhely
Zsófialiget (1935. szeptember 20-a előtt Gépgyár) megállóhely egy HÉV-megállóhely Kistarcsa településen, a MÁV Személyszállítási Zrt. üzemeltetésében. A településen eredendően csak Kistarcsa állomás létezett, majd 1908 után, a Gép- és Vasútfelszerelési Gyár létesítésének hatására jelöltek ki újabb megállóhelyet. A névadó településrész déli széle közelében helyezkedik el, közvetlenül a 3-as főút mellett, nem messze a Nagytarcsa felé vezető 3101-es út kiágazásától.

## Forgalom
| Járat | Útvonal | Gyakoriság       |
| ----- | --- | ---------------- |
|       | Örs vezér tere – Rákosfalva – Nagyicce – Sashalom – Mátyásföld, repülőtér – Mátyásföld, Imre utca – Mátyásföld alsó – Cinkota – Ilonatelep – Kistarcsa, kórház – Kistarcsa – Zsófialiget – Kerepes – Szilasliget – Mogyoród – Szentjakab – Gödöllő, Erzsébet park – Gödöllő, Szabadság tér – Gödöllő, Palotakert – Gödöllő | 10-60 percenként |

## Megközelítés tömegközlekedéssel
- Éjszakai busz:  992